# Память народа
«Память народа» — государственная информационная система, созданная Департаментом Министерства обороны Российской Федерации по увековечению памяти погибших при защите Отечества. Целью проекта является предоставление возможности посетителям портала получить наиболее полную документальную информацию об участниках Великой Отечественной войны при помощи интерактивных инструментов.

## История
Проект стартовал в 2015 году. Он объединяет в себе базы данных проектов о Второй мировой войне «Мемориал» и «Подвиг народа».
Концепция развития информационной системы подразумевается охват всей военной истории России, начиная со времен Петра I по настоящее время.
Создатель и государственный заказчик государственной информационной системы «Память народа» — Управление Министерства обороны Российской Федерации по увековечению памяти погибших при защите Отечества.
Этапы создания портала «Память народа»:
1. 2005 г. — Разработана концепция создания интернет-портала для поиска погибших и пропавших без вести во время Великой Отечественной войны.
2. 2006 г. — Концепция утверждена и создан пилотный проект. Принято решение о создании Обобщенного компьютерного банка данных, содержащего информацию о защитниках Отечества, погибших и пропавших без вести в годы Великой Отечественной войны и в послевоенный период («Мемориал»).
3. 2007 г. — Завершается создание открытой базы данных «Мемориал».
4. 2010 г. — Создается обобщенный банк данных «Подвиг народа в Великой Отечественной войне 1941—1945 гг.» — «Подвиг народа». В открытом доступе — 12,5 млн записей о награждении орденами и медалями «За отвагу» и «За боевые заслуги», оцифрованы 22 млн карточек учётной наградной картотеки и картотеки награждения орденами Отечественной войны I и II степени к 40-летию Победы.
5. 2015 г. — Создан сайт, объединивший данные из открытых баз данных «Мемориал» и «Подвиг народа» — «Память народа».